# Enypniastes eximia
Enypniastes eximia — вид голотурій родини Pelagothuriidae.

## Поширення
Поширений у тропічних та субтропічних водах по всьому світі. У 2018 році виявлений в Південному океані Глибоководний вид. Трапляється на глибині від 500 м до 5773 м (Маріанський жолоб).

## Спосіб життя
Батипелагічний вид. Плаває завдяки безлічі прозорих перетинок, що розташовані по краях тулуба. У разі небезпеки, голотурія скидує на хижака свою шкіру, яка, розпадаючись на дрібні частинки, липне на очі і тіло кривдника. Відновлюється втрачена шкіра за 3-4 дня. Живиться донними відкладеннями.